# Kanton L'Île-d'Yeu
Kanton L'Île-d'Yeu (fr. Canton de L'Île-d'Yeu) je francouzský kanton v departementu Vendée v regionu Pays de la Loire. Tvoří ho pouze město L'Île-d'Yeu.